# Seamus Egan
Séamus Egan, födde 1 juli 1969 i Hatboro, Pennsylvania, är en amerikansk multiinstrumentalist uppväxt i County Mayo på Irland.
Han lärde sig där att spela dragspel av musikern Martin Donaghue. Efter att ha sett flöjtisterna Matt Molloy och James Galway på tv, bestämde han sig för att börja spela irländsk flöjt.
Séamus Egan har vunnit irländska musikmästerskapen på fyra olika instrument när han var 14 år gammal. År 1994 grundade han folkmusikbandet Solas. 

## Diskografi (i urval)

### Solo album
- Traditional Music Of Ireland  (1985)
- A Week In January  (1990)
- When Juniper Sleeps  (1996)
- Early Bright  (2020)

### Med Solas
- Solas (1996)
- Sunny Spells and Scattered Showers (1997)
- The Words That Remain (1998)
- The Hour Before Dawn (2000)
- The Edge of Silence (2002)
- Another Day (2003)
- Waiting for an Echo (2005)
- Reunion-A Decade of Solas (CD/DVD) (2006)
- For Love and Laughter (2008)
- The Turning Tide (2010)
- Shamrock City (2013)
- All These Years (2016)